# Juan David Rodríguez
Juan David Rodríguez Rico (ur. 24 września 1992 w Pereira) – kolumbijski piłkarz grający na pozycji defensywnego pomocnika. W sezonie 2021 występuje na wypożyczeniu w klubie Atlético Junior z klubu CD Once Caldas.

## Kariera klubowa

### Rionegro Águilas
Rodríguez grał dla Rionegro Águilas od 2010 roku. Zadebiutował on dla tego klubu 10 listopada 2012 roku w meczu z Atlético Huila (wyg. 2:3). Łącznie Kolumbijczyk rozegrał dla tego klubu 7 meczów, nie strzelając żadnego gola.

### Itagüí Leones
Rodríguez przeszedł do Itagüí Leones 1 lipca 2015 roku. Debiut dla tego zespołu zaliczył on 23 sierpnia 2015 roku w zremisowanym 0:0 spotkaniu przeciwko Fortaleza FC. Pierwszego gola piłkarz ten strzelił 14 listopada 2016 roku w meczu z Bogotá FC (wyg. 2:3). Ostatecznie w barwach Itagüí Leones Kolumbijczyk wystąpił 46 razy, zdobywając jedną bramkę.

### Deportivo Tuluá
Rodríguez trafił do Deportivo Tuluá 1 stycznia 2017 roku. Zadebiutował dla tego klubu 4 lutego 2017 roku w meczu z Deportivo Pasto (przeg. 0:4). Premierową bramkę zawodnik ten zdobył 22 lutego 2017 roku w zremisowanym 2:2 spotkaniu przeciwko Independiente Medellín, notując dublet. Łącznie dla Deportivo Tuluá Kolumbijczyk rozegrał 25 meczów, strzelając 2 gole.

### Atlético Huila
Rodríguez przeniósł się do Atlético Huila 1 stycznia 2018 roku. Debiut dla tego zespołu zaliczył on 7 marca 2018 roku w starciu z jego byłym klubem – Itagüí Leones (0:0). Ostatecznie w barwach Atlético Huila Kolumbijczyk wystąpił 14 razy, nie zdobywając żadnej bramki.

### CD Once Caldas
Rodríguez przeszedł do CD Once Caldas 1 lipca 2018 roku. Zadebiutował on dla tego klubu 23 lipca 2018 roku w meczu z Jaguares de Córdoba (wyg. 0:1). Pierwszą bramkę zawodnik ten zdobył 26 sierpnia 2018 roku w wygranym 3:1 spotkaniu przeciwko Boyacá Chicó FC. Łącznie dla CD Once Caldas Kolumbijczyk rozegrał 68 meczów, strzelając 7 goli.

### Atlético Junior
Rodrígueza wypożyczono do Atlético Junior 4 stycznia 2021. Debiut dla tego zespołu zaliczył on 17 stycznia 2021 roku w starciu z Independiente Medellín (wyg. 1:0). Do 19 czerwca 2021 w barwach Atlético Junior Kolumbijczyk wystąpił 16 razy, nie zdobywając żadnej bramki.

## Sukcesy
Sukcesy w karierze klubowej:
- Puchar Kolumbii – 2x, z Rionegro Águilas (sezon 2010) i z CD Once Caldas (sezon 2018)